# 中千住駅
中千住駅（なかせんじゅえき）は、かつて東京都足立区に存在した東武伊勢崎線の鉄道駅。

## 概要
当駅は伊勢崎線の牛田駅 - 北千住駅間に1924年（大正13年）に設置された駅とされる。設置当初は「千住駅」という名称であり、1930年（昭和5年）に中千住駅と名前を改め、1953年（昭和28年）まで存在した駅である。駅として廃止された後、伊勢崎線の貨物支線である千住線（千住駅、末期は秩父セメント千住サービスステーション専用線発着貨物のみの取り扱いであった）の分岐点として1987年（昭和62年）まで存続した。
中千住駅が設置された場所は、北千住駅の南にある大踏切通りのすぐ南側で、現在の住所の表示で言えば東京都足立区千住東1丁目22番付近である。

## 歴史
- 1924年（大正13年）10月1日 - 千住駅（せんじゅえき）として開業[1][2]。
- 1930年（昭和5年）2月28日 - 中千住駅に改称[2]。
- 1935年（昭和10年）11月1日 - 千住線（貨物線）、当駅 - 千住駅間開業。
- 1945年（昭和20年）4月15日 - 営業休止[2]。
- 1953年（昭和28年）4月1日 - 中千住駅廃止、中千住信号所となる[2]。
- 1962年（昭和37年）3月23日 - 中千住信号所廃止[2]、千住分岐点となる。
- 1987年（昭和62年）5月1日 - 千住線廃線に伴い千住分岐点廃止。